# Mohamed Hussein Tantawi
Le maréchal Mohamed Hussein Tantawi Soliman, également transcrit Tantaoui (arabe : محمد حسين طنطاوى), né le 31 octobre 1935 au Caire et mort le 21 septembre 2021, dans la même ville, est un militaire et homme d'État égyptien.
Il est ministre de la Défense et commandant en chef des forces armées égyptiennes de 1991 à 2012. Du 11 février 2011 (démission du président Moubarak) au 30 juin 2012 (investiture de Mohamed Morsi), il était en tant que chef du Conseil suprême des forces armées, de facto chef de l'État égyptien par intérim,.

## Carrière militaire

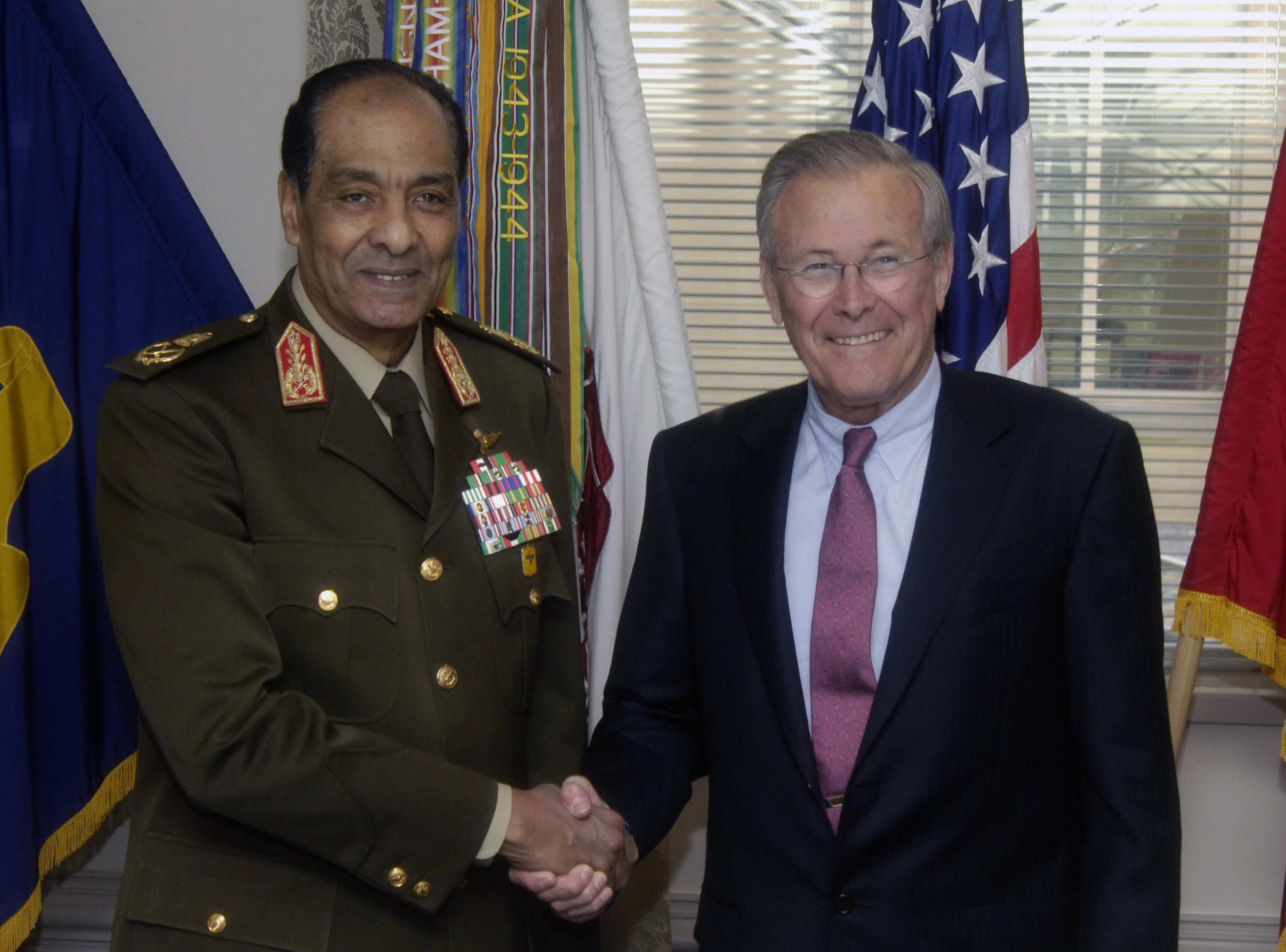
Maréchal Tantawi (à gauche), avec Donald Rumsfeld, le 7 mars 2006.

D'origine nubienne par son père, Tantawi sert depuis le 1er avril 1956 dans l'infanterie et a participé à la guerre israélo-arabe de 1956, à la guerre des Six Jours en 1967 et à la guerre du Kippour en 1973. Durant sa carrière il a exercé à plusieurs postes différents, dont celui d'attaché militaire au Pakistan en 1975, puis en Afghanistan. Entre 1988 et 1991, il est le chef de la garde présidentielle de Moubarak puis devient en 1991 ministre de la Défense et commandant en chef des forces armées égyptiennes, postes qu'il occupe 20 ans. Il a la réputation d'avoir évité toute infiltration de l'armée par les Frères musulmans ou des mouvances islamistes.
Le général Tantawi a été gratifié de la dignité de maréchal en 1991. Comme chef d'état-major, il a participé à la première guerre du Golfe aux côtés de la coalition.
Lorsque le 29 janvier 2011, Moubarak après le début de la révolte populaire contre son régime, remanie son gouvernement, Tantawi se retrouve nommé vice-premier ministre. Il fut lors des 18 jours de révolte, la première personnalité du régime à s'adresser aux manifestants sur la place Tahrir, le 4 février.

## Révolution égyptienne de 2011

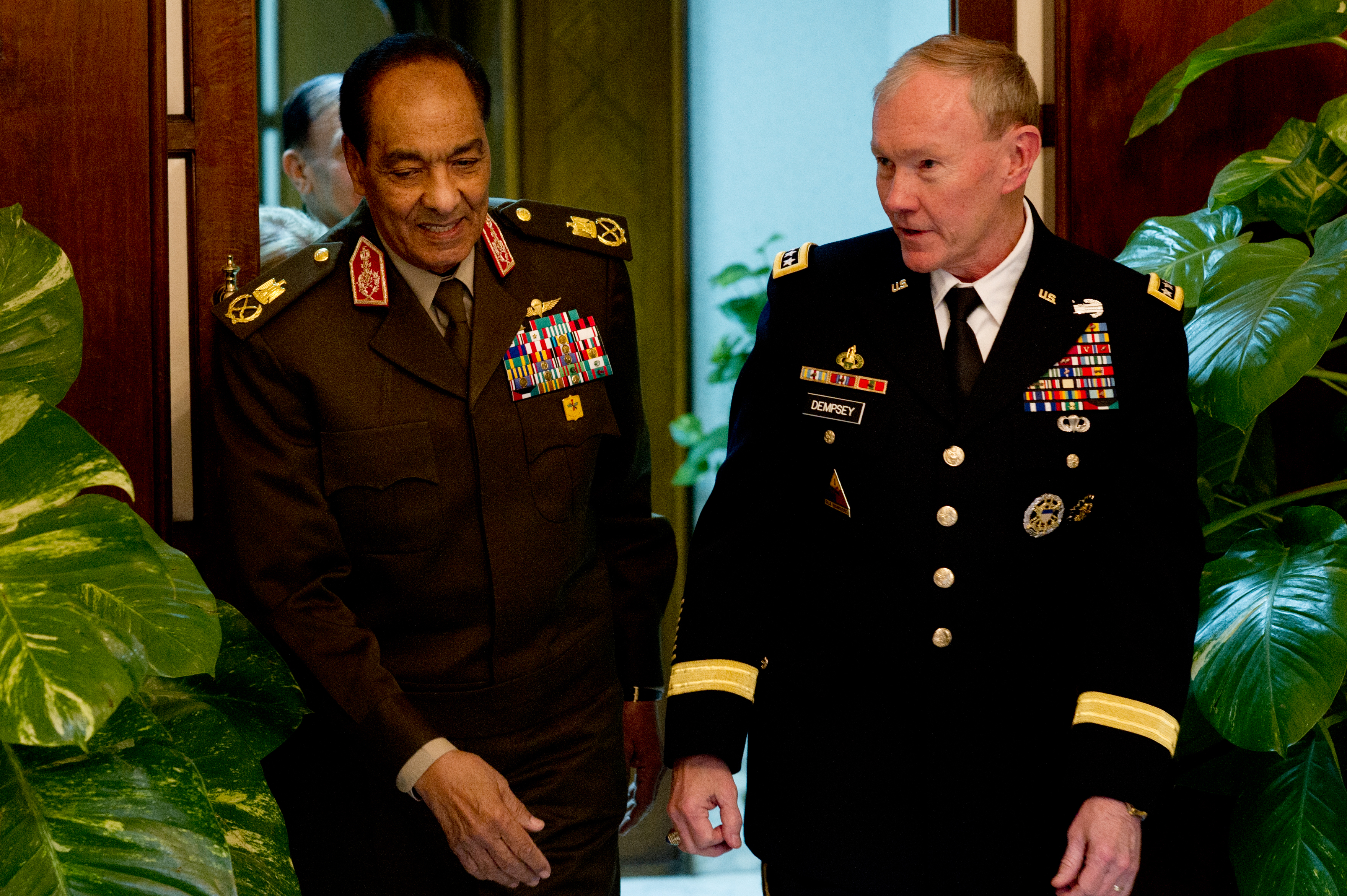
Maréchal Tantawi (à gauche) avec Martin Dempsey lors du premier anniversaire de sa prise de pouvoir, le 11 février 2012.

Le 11 février 2011, après 18 jours de révolte du peuple, le président Moubarak démissionne et laisse le pouvoir au ministre de la Défense et commandant en chef des forces armées égyptiennes, Tantawi. Il devient alors le chef de la junte militaire qui hérite du pouvoir sous le nom de Conseil suprême des forces armées, ce qui fait de lui le chef de l'État égyptien par intérim de facto. Étant le plus âgé des membres de ce conseil, il n'est pas considéré comme un présidentiable.
Sur un plan personnel, Tantawi avait gardé un profil relativement bas depuis la remise du pouvoir au Conseil, ne faisant un premier discours qu'à l'occasion de la graduation d'un lot à l'Académie de police, le 16 mai 2011. Il a choisi de laisser les discours publics et la plupart des communiqués de presse aux autres membres éminents du conseil. Il a ainsi nommé Essam Charaf comme Premier ministre, accompagné de son cabinet. Tantawi a en revanche reçu un certain nombre de fonctionnaires étrangers, comme le Premier ministre britannique David Cameron et la secrétaire d'État américaine Hillary Clinton.

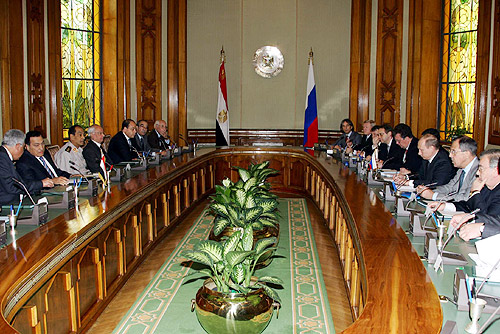
Maréchal Tantaoui avec Hosni Moubarak, Vladimir Poutine et Sergueï Lavrov (Le Caire, 27 avril 2006).

Une nouvelle série de protestations place Tahrir en novembre 2011, a fini par dégénérer le 22 novembre ce qui a causé au moins 28 morts et des centaines de blessés dans le sillage de l'usage de la force par la police pour réprimer les manifestants. Tantawi est apparu à la télévision nationale égyptienne pour garantir l'accélération de l'élection présidentielle, qui était la demande principale des manifestants. Il a également rassuré sur le fait que les forces armées étaient entièrement disposées à rendre immédiatement le pouvoir et à retourner à leur devoir d'origine, si c'est ce que les gens voulaient, en organisant un référendum populaire.
Les critiques de Tantawi en Égypte ont été nombreuses, notamment à travers les chants des manifestants de la place qui lui demandent de partir. Selon The Telegraph, les manifestants ont également exigé l'exécution de Tantawi.

## Transition et limogeage
Le 30 juin 2012, Tantawi passe le pouvoir au président élu, Mohamed Morsi tout en restant ministre de la Défense. Le 12 août 2012, Mohamed Morsi abroge le décret constitutionnel du 17 juin donnant les pouvoirs législatifs au Conseil suprême des Forces armées et met à la retraite le maréchal Tantawi et le chef d'état-major des forces armées Sami Hafez Annan. Le maréchal Tantawi devient néanmoins officiellement « conseiller du président » dans ce que certains journalistes considèrent comme une « solution négociée » au désaccord entre le pouvoir civil et l'armée,.

## Reconnaissance
Une mosquée porte son nom au Caire.

## Décorations

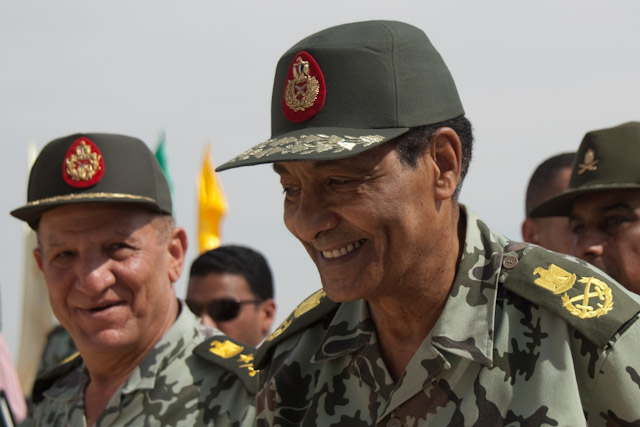
Maréchal Tantaoui avec le général Sami Hafez Annan (2009).

Décorations égyptiennes
- Égypte :

- Collier de l'ordre du Nil[16]
- Grand cordon de l'ordre de la République
- Grand cordon de l'ordre de l'Indépendance
- Grand cordon de l'ordre du Mérite
- Membre de 1re classe de l'ordre de la Vertu
- Grand officier de l'ordre de la Victoire
- Médaille de l'ordre de la Libération
- Médaille du courage militaire
- Médaille de l'évacuation militaire
- Médaille du service militaire

Décorations étrangères
- Arabie saoudite : grand cordon de l'ordre du roi Abdelaziz
- Arabie saoudite : médaille de la Libération (en)
- Koweït : médaille de la Libération du Koweït (en)
- Mauritanie : grand cordon de l'ordre du Mérite national
- Pakistan : grand cordon du Nishan-e-Imtiaz (en)
- Portugal : grand-croix de l'ordre de l'Infant Dom Henri
- République arabe unie : médaille commémorative de la République arabe unie
- Royaume-Uni : chevalier commandeur de l'ordre de Saint-Michel et Saint-Georges
- Tunisie : commandeur de l'ordre de la République